# George W. E. Russell
Pour les articles homonymes, voir George Russell et Russell.
George William Erskine Russell (3 février 1853 - 17 mars 1919), connu sous le nom de George WE Russell, est un biographe britannique, un mémorialiste et un homme politique libéral. 

## Jeunesse et éducation
Russell est né à Londres, en Angleterre, le 3 février 1853, le plus jeune fils de Charles Russell, sixième fils de John Russell (6e duc de Bedford). Sa mère est Isabella Clarisa Davies, fille de William Griffith Davies, de Penylan, Carmarthenshire. Il fait ses études à Harrow et au University College d'Oxford. 
Bien qu'il soit entré à l'University College en tant que boursier, il n'a obtenu qu'un diplôme Pass. La mauvaise santé, en particulier une myélite, met à mal toute chance de distinction académique.

## Carrière politique
Russell est député libéral d'Aylesbury de 1880 à 1885 et de Biggleswade de 1892 à 1895. Il est nommé par William Ewart Gladstone comme secrétaire parlementaire du Local Government Board de 1883 à 1885 et comme Sous-secrétaire d'État à l'Inde de 1892 à 1894. Sous Lord Rosebery, il est sous-secrétaire d'État au ministère de l'Intérieur de 1894 à 1895. Il est également échevin du London County Council de 1889 à 1895. Il est nommé conseiller privé en 1907 et titulaire du diplôme honorifique de LLD de l'Université de St Andrews. Il est l'auteur de la biographie Le très honorable William Ewart Gladstone (1891). Russell est un journaliste de profession et un proche allié du Grand Old Man, un partisan du Home Rule irlandais, lorsque Gladstone présente le projet de loi aux Communes pour la deuxième fois le 13 février 1893 . 

## Vie privée
Russell est décédé, célibataire, au 18 Wilton Street, Londres, le 17 mars 1919, à l'âge de 66 ans.